# Delmas (Haiti)
Delmas (Haitianisch-Kreolisch Dèlma) ist ein Teil der haitianischen Hauptstadtregion Port-au-Prince. Mit knapp 400.000 Einwohner (2015) steht Delmas an dritter Stelle der bevölkerungsreichsten Verwaltungseinheiten des Landes.

## Geschichte
Ursprünglich wurde das Gebiet des modernen Delmas als Weideland kleiner Bauernhöfe genutzt. Der Name leitet sich vom französischen de la mas („kleiner Bauernhof“) ab.
Im Zuge der umfassenden Urbanisierung Haitis in den 1960er Jahren erfolgte eine starke Zuwanderung. Bis 1983 war Delmas ein Stadtviertel von Port-au-Prince. Mit Dekret vom 15. Dezember 1982 erhielt es den Rang einer Gemeinde.
Im Rahmen der Krise in Haiti seit 2018 verhängte die Regierung am 19. Juli 2024 für einen Monat den Ausnahmezuständ (état d’urgence) über große Teile der Gemeinde.

## Lage
Delmas erstreckt sich rund 2,5 Kilometer östlich von Port-au-Prince an der Autoroute de Delmas. Die Gemeinde hat eine Fläche von 27,74 Quadratkilometern. Sie grenzt im Norden und Osten an die Gemeinde Tabarre, im Südosten an Pétionville, im Südwesten an Port-au-Prince und im Nordwesten an die Gemeinde Cité Soleil.

## Wirtschaft
Neben Hotels, Restaurants, Banken und Einzelhandelsgeschäften finden sich auch einige Industrie- und Gewerbebetriebe in Delmas.
Über 200 Baustoff- und Eisenwarengeschäfte, Hunderte von Lebensmittelläden, über 100 Supermärkte, siebzehn Tankstellen, rund vierzig Apotheken und andere Dienstleistungsanbieter gruppieren sich um die Autoroute de Delmas, die das größte Geschäftsviertel des Landes ist.
Auch Unternehmen der Medienwirtschaft (wie Radio Metropole) haben hier ihren Sitz.
Der Marché de Puits Blain ist das allgemein anerkannte Zentrum von Delmas.

## Verkehr
Das Straßennetz von Delmas bietet Anschluss an größere Verkehrsachsen. Es wird von zwei Hauptverkehrsstraßen durchquert: Die Autoroute de Delmas verläuft von der Route Nationale 1 (RN-1) am westlichen Ende der Gemeinde bis nach Pétionville im Südosten. Der Boulevard Toussaint-Louverture führt von der Autoroute de Delmas zum internationalen Flughafen Toussaint Louverture und weiter in die Gemeinde Tabarre.
Von der Autoroute de Delmas gehen auf beiden Seiten Nebenstraßen ab, die nummeriert sind. Ungerade Nummern befinden sich auf der Nordseite und gerade Nummern auf der Südseite. Der Nummer jeder Straße wird „Delmas“ vorangestellt.
Der Boulevard Toussaint Louverture führt durch den gewerblich genutzten Teil der Gemeinde.

## Persönlichkeiten
- Zachary Brault-Guillard (* 1998), kanadisch-französischer Fußballspieler
- Mikerline Saint-Félix (* 1999), Fußballspielerin